# Антуфьев, Александр Аркадьевич
Александр Аркадьевич Антуфьев (19 июня 1944 — неизвестно) — советский хоккеист, вратарь, тренер. Мастер спорта СССР.

## Биография
Воспитанник челябинских команд ЧТЗ и «Трактор». В сезоне-1960/61 играл за молодёжную команду ЧТЗ в первенстве РСФСР. В сезоне-1962/63 — игрок «Трактора» в молодёжном чемпионате СССР. Выступал в чемпионате РСФСР за команды Златоуста «Труд» Златоуст (1963/64) и «Машзавод» (1964/65). В сезонах-1965/66 — 1970/71 — вратарь «Трактора». Играл за «Спартак» Ташкент (1971/72), «Строитель» / «Автомобилист» Караганда (1971/72 — 1972/73, 1974/75 — 1979/80, 1982/83), «Сельхозвузовец» Челябинск (1973/74).
Тренер в Караганде. Среди воспитанников — Владимир Квапп.